# Kirk Wise
Kirk Wise (San Francisco, 24 agosto 1963) è un regista statunitense.

## Carriera
Assieme a Gary Trousdale ha diretto tre film d'animazione della Walt Disney, La bella e la bestia, Il gobbo di Notre Dame e Atlantis - L'impero perduto.

## Filmografia parziale
- La bella e la bestia (Beauty and the Beast) (1991)
- Il gobbo di Notre Dame (The Hunchback of Notre Dame) (1996)
- Atlantis - L'impero perduto (Atlantis: The Lost Empire) (2001)